# Фердинанд Піхлер
Фердинанд Піхлер (нім. Ferdinand Pichler; 29 червня 1881, Вельс — 1960, Відень) — австрійський і німецький офіцер, генерал-лейтенант вермахту.

## Біографія
18 серпня 1900 року поступив на службу в австро-угорську армію. Учасник Першої світової війни. Після війни продовжив службу в австрійській армії. 1 квітня 1936 року звільнений у відставку.
1 квітня 1939 року поступив на службу у вермахт. З серпня 1939 року — командир земельного стрілецького полку 2/XVII в Кремсі. В кінці жовтня полк приєднали до 417-ї дивізії особливого призначення у Відні. З 1 червня 1941 року — командир своєї дивізії. 12 травня 1942 року відправлений у резерв фюрера, 31 липня — у відставку.

## Звання
- Фенріх (18 серпня 1900)
- Лейтенант (1 листопада 1901)
- Обер-лейтенант (1 травня 1908)
- Гауптман (1 серпня 1914)
- Майор
- Оберст-лейтенант (1 січня 1921)
- Оберст (листопад 1930)
- Генерал-майор (17 січня 1934)
- Генерал-майор у розпорядженні (1 вересня 1939)
- Генерал-лейтенант запасу у розпорядженні (1 жовтня 1940)
- Генерал-лейтенант (1 червня 1941)

## Нагороди
- Ювілейний хрест (1908)
- Пам'ятний хрест 1912/13
- Орден Корони (Пруссія) 4-го класу
- Медаль «За військові заслуги» (Австро-Угорщина) з мечами
  - бронзова
  - 2 срібних
- Хрест «За військові заслуги» (Австро-Угорщина) 3-го класу з військовою відзнакою і мечами — нагороджений двічі.
- Орден Залізної Корони 3-го класу з військовою відзнакою і мечами
- Медаль «За поранення» (Австро-Угорщина) з однією смугою
- Військовий Хрест Карла
- Пам'ятна військова медаль (Австрія) з мечами
- Хрест «За вислугу років» (Австрія) для офіцерів
  - 2-го класу (25 років)
  - 1-го класу (35 років) (18 серпня 1935)
- Срібний почесний знак «За заслуги перед Австрійською Республікою»
- Орден Заслуг (Австрія), офіцерський хрест
- Хрест «За військові заслуги» (Австрія) 2-го класу (27 березня 1936)
- Почесний хрест ветерана війни з мечами
- Медаль «За вислугу років у Вермахті» 4-го, 3-го, 2-го і 1-го класу (25 років)
- Нагрудний знак «За поранення» в чорному
- Хрест Воєнних заслуг 2-го класу з мечами